# Campeonato Mundial de Tiro con Arco en Sala de 2007
El IX Campeonato Mundial de Tiro con Arco en Sala se celebró en Esmirna (Turquía) entre el 13 y el 17 de marzo de 2007 bajo la organización de la Federación Internacional de Tiro con Arco (FITA) y la Federación Turca de Tiro con Arco.
Las competiciones se realizaron en las instalaciones de la Feria Internacional de la ciudad turca.

## Medallistas

### Masculino
| Evento                            | Oro                                                          | Plata                                                                    | Bronce                                                    |
| --------------------------------- | ------------------------------------------------------------ | ------------------------------------------------------------------------ | --------------------------------------------------------- |
| Arco recurvo individual (17.03)   | Sebastian Rohrberg · Alemania                                | Markiyan Ivashko · Ucrania                                               | Shawn Rice Estados Unidos                                 |
| Arco recurvo por equipo (17.03)   | Michele Frangilli · Marco Galiazzo · Amedeo Tonelli · Italia | Jan-Christopher Ginzel · Daniel Hartmann · Sebastian Rohrberg · Alemania | Staten Holmes Shawn Rice Victor Wunderle Estados Unidos   |
| Arco compuesto individual (17.03) | Braden Gellenthien Estados Unidos                            | José Dúo · España                                                        | Dominique Genet Francia                                   |
| Arco compuesto por equipo (17.03) | Dave Cousins Braden Gellenthien Reo Wilde Estados Unidos     | Sébastien Brasseur Pierre-Julien Deloche Dominique Genet Francia         | Emiel Custers · Peter Elzinga · Rob Polman · Países Bajos |

### Femenino
| Evento                            | Oro                                                       | Plata                                                              | Bronce                                                          |
| --------------------------------- | --------------------------------------------------------- | ------------------------------------------------------------------ | --------------------------------------------------------------- |
| Arco recurvo individual (17.03)   | Nami Hayakawa Japón                                       | Bérengère Schuh Francia                                            | Tetiana Dorojova · Ucrania                                      |
| Arco recurvo por equipo (17.03)   | Laure Barczynski Bérengère Schuh Cyrielle Cotry Francia   | Anja Hitzler · Lisa Unruh · Karina Winter · Alemania               | Tetiana Berezhna · Tetiana Dorojova · Viktoriya Koval · Ucrania |
| Arco compuesto individual (17.03) | Eugenia Salvi · Italia                                    | Fátima Agudo · España                                              | Paola Galletti · Italia                                         |
| Arco compuesto por equipo (17.03) | Christie Colin Holly Pagel Jamie van Natta Estados Unidos | Oktiabrina Bolotova · Sofia Goncharova · Svetlana Novikova · Rusia | Paola Galletti · Laura Longo · Eugenia Salvi · Italia           |

## Medallero
| Núm. | País           | Oro | Plata | Bronce | Total |
| ---- | -------------- | --- | ----- | ------ | ----- |
| 1    | Estados Unidos | 3   | 0     | 2      | 5     |
| 2    | Italia         | 2   | 0     | 2      | 4     |
| 3    | Francia        | 1   | 2     | 1      | 4     |
| 4    | Alemania       | 1   | 2     | 0      | 3     |
| 5    | Japón          | 1   | 0     | 0      | 1     |
| 6    | España         | 0   | 2     | 0      | 2     |
| 7    | Ucrania        | 0   | 1     | 2      | 3     |
| 8    | Rusia          | 0   | 1     | 0      | 1     |
| 9    | Países Bajos   | 0   | 0     | 1      | 1     |
|      | TOTAL          | 8   | 8     | 8      | 24    |